# Maria Adeodata Pisani
Maria Adeodata Pisani , OSB (29. prosince 1806, Neapol – 25. února 1855, Mdina) byla maltská římskokatolická řeholnice benediktinského řádu, působící jako abatyše kláštera sv. Petra v Mdině. Katolická církev ji uctívá jako blahoslavenou.

## Život
Narodila se dne 29. prosince 1806 v Neapoli a pokřtěna byla ještě téhož dne ve farnosti sv. Marka v Pizzofalcone. Její otec Benedetto Pisani Mompalao Cuzkeri měl maltský titul barona z Frigenuini. Její matka Vincenza Carrano byla Italka.
Její otec začal propadat alkoholismu, což vedlo k neshodám mezi rodiči, pročež byla svěřena do péče své babičky z otcovy strany Elisabeth Mamo Mompalao, která žila taktéž v Neapoli. Po babiččině smrti, když jí bylo deset let, byla poslána do slavného Istituto di Madama Prota, internátní školy v Neapoli, kde se vzdělávaly dcery místní aristokracie.
V roce 1821 byl její otec zapojen do povstání v Neapoli, pročež jej král Ferdinand II. nechal vyhostit z Neapole a deportovat na Maltu. Roku 1825 se s matkou a dalšími příbuznými přestěhovala za otcem na Maltu, kde poté žila v Rabatu, starém předměstí Mdiny.
Kromě toho, že trpěla křehkým zdravím, měla zdeformované rameno, způsobené zraněním, které způsobila služebná, která ji zbila, když žila se svou babičkou v Neapoli. Její matka se jí snažila najít jí vhodného manžela, avšak odmítla všechny nabídky k sňatku a rozhodla se pro zasvěcený život kontemplativního charakteru. Ve svých 21 letech vstoupila do noviciátu benediktinského kláštera sv. Petra v Mdině. Přijala řeholní jméno Maria Adeodata. Své doživotní řeholní sliby pak přijala o dva roky později.
Kromě kontemplace se v klášteře věnovala výrobě krajek a zastávala zde řadu dalších funkcí, jako sakrisiánka, vrátná nebo učitelka. Mimo to se spolu s dalšími jeptiškami věnovala charitativním činnostem. Napsala také různá díla, týkající se jejích duchovních prožitků. Dne 30. června 1847 se stala novicmistrní. Mezi lety 1851–1853 byla abatyší svého kláštera, ale kvůli srdečním komplikacím musela tuto funkci opustit.
Zemřela dne 25. února 1855 v Mdině ve věku 48 let a byla pohřbena následujícího dne v kryptě benediktinského kláštera v Mdině.

## Úcta
Její beatifikační proces započal dne 29. dubna 1898, čímž obdržela titul služebnice Boží. Dne 24. dubna 2001 ji papež sv. Jan Pavel II. podepsáním dekretu o jejích hrdinských ctnostech prohlásil za ctihodnou. Dne 24. dubna 2001 byl uznán zázrak na její přímluvu, potřebný pro její blahořečení.
Blahořečena pak byla dne 9. května 2001 ve Florianě papežem sv. Janem Pavlem II.
Její památka je připomínána 25. února. Bývá zobrazována v řeholním oděvu. Je patronkou proti rakovině.